# Aban Pearl
Aban Pearl (Perla de Aban) fue una plataforma de perforación marina semisumergible, estabilizada por columnas y de doble casco, propiedad de la empresa de perforación Aban Offshore y operada por ella. Estaba registrada en Singapur. En 2009, Aban Pearl se convirtió en la primera plataforma de gas marina operada por la empresa petrolera estatal venezolana PDVSA. En mayo de 2010, la plataforma se hundió en el mar, aunque todos los trabajadores a bordo en ese momento se salvaron.

## Hundimiento
El 13 de mayo de 2010 a las 2:20 am (0650 GMT), cuando se estaba perforando en el campo de gas Dragon 6, programado para entrar en funcionamiento en 2012, la plataforma se hundió en la profundidad unos 525 pies (160 m) después de que el agua entró en un pontón submarino. Los 95 miembros de la tripulación fueron evacuados de la plataforma al cercano barco de perforación Neptune Discoverer.
Según el ministro de Energía venezolano Rafael Ramírez Carreño, el pozo que estaba siendo explorado por el Aban Pearl había sido sellado de manera segura. La plataforma fue una de las mayores fuentes de ingresos de la compañía, generando alrededor de 358.000 dólares de $, o alrededor de 10,5 millones de rupias al día. La reclamación del seguro de 235 millones de $ se resolvió en julio de 2010.